# Frangelico
Il frangelico è un marchio registrato di liquore di nocciole italiano che ha origine in Piemonte, dove tre secoli fa vivevano dei monaci cristiani che conoscevano bene il mondo dei cibi e delle bevande, in particolare l'uso delle nocciole selvatiche e degli altri ingredienti che stanno alla base di questo superalcolico.
Il nome deriva infatti dal monaco eremita Fra Angelico, che secondo la leggenda visse sulle colline piemontesi nel XVII secolo.
Frangelico compera circa 38 tonnellate di nocciole Tonda Gentile all'anno (questo tipo di nocciola ha ottenuto uno "stato protetto", equivalente del DOC), che vengono coltivate nelle Langhe, tipica della zona del Piemonte dove viene prodotto; le nocciole una volta tostate danno origine ad un infuso che dopo essere stato distillato viene arricchito da alcuni aromi tra cui cacao e vaniglia. La sua gradazione alcolica è 20% vol.
Nel settembre del 2010 Campari ha acquisito il brand e ha esportato il liquore soprattutto in Stati Uniti e Spagna, ma dall'autunno 2011 viene distribuito dalle distillerie Sibona. Molto diffuso anche in Australia.